# Belalan, Korgan
Belalan là một xã thuộc huyện Korgan, tỉnh Ordu, Thổ Nhĩ Kỳ. Dân số thời điểm năm 2010 là 997 người.